# Шёлковая миагра
Шёлковая миагра (лат. Myiagra cyanoleuca) — вид птиц семейства монарховых (Monarchidae). Подвидов не выделяют. Распространены в Австралии и на Новой Гвинее.

## Описание
Шёлковая мухоловка достигает длины 17 см и массы около 17 г. Клюв маленький, заострённый. Выражен половой диморфизм. Самцы глянцевого черновато-синего цвета с белым брюхом и небольшим гребнем на голове. Самки коричневато-серого цвета с ярко-оранжевыми горлом и грудью; брюхо белого цвета. Молодые птицы сверху тёмно-коричнево-серые, с бледными прожилками и охристыми краями на перьях крыльев, а также с пёстрыми коричнево-оранжевыми горлом и грудью.

## Распространение и поведение
Шёлковая мухоловка распространена вдоль восточного побережья Австралии от севера Квинсленда до Тасмании, включая юго-восточную часть Южной Австралии. Также встречается на Новой Гвинее. На юг ареала мигрирует для размножения.
Шёлковые мухоловки обитают в высокоствольных лесах, предпочитая более влажные места обитания, такие как густо поросшие лесом овраги, но избегают тропические леса. Постоянно находятся в движении, перескакивая с ветки на ветку или совершая стремительные полеты. Даже после посадки на ветку, они постоянно виляют хвостом из стороны в сторону или подрагивают им вверх-вниз. Ловят насекомых в воздухе, добывая пищу с «насестов» в средних и верхних ярусах леса. Вне сезона размножения собираются в небольшие группы, состоящие из взрослых особей и их недавно окрепших птенцов.

## Размножение
Шёлковая мухоловка гнездится небольшими разрозненными колониями, включающими от двух до пяти пар. Гнезда располагаются в 20—50 м друг от друга. Широкое чашеобразное гнездо сооружается из измельченной коры и травы, переплетённых паутиной и украшенное лишайниками. Гнездо размещается на горизонтальной ветке с нависающей листвой, примерно на высоте 3—25 м над землей. В кладке 2—3 яйца зеленовато-голубого цвета с коричневыми пятнами. В сооружении гнезда, насиживании и выкармливании птенцов участвуют оба родителя. Наблюдается гнездовой паразитизм со стороны щетинистых (Cacomantis) и бронзовых кукушек (Chrysococcyx).